# A-B Helicopters A/W 95
O A-B Helicopters A/W 95 é um helicóptero estadunidense, produzido pela A-B Helicopters na forma de planos para construção amadora (homebuilt).
Em 2012 o website da A-B Helicopters saiu do ar indicando que os planos não estariam mais disponíveis.

## Design e desenvolvimento
O A/W 95 é um desenvolvimento do Adams-Wilson Choppy. O A/W 95 foi desenvolvido sob as regras da US Experimental Amateur-built. Com peso vazio máximo de 123 kg (271 lb), o rotor principal com pás simétricas, cockpit com um assento aberto e sem para-brisas e um motor Rotax 503 com dois cilindros desenvolvendo 50 hp (37,3 kW).